# Franz Penzoldt

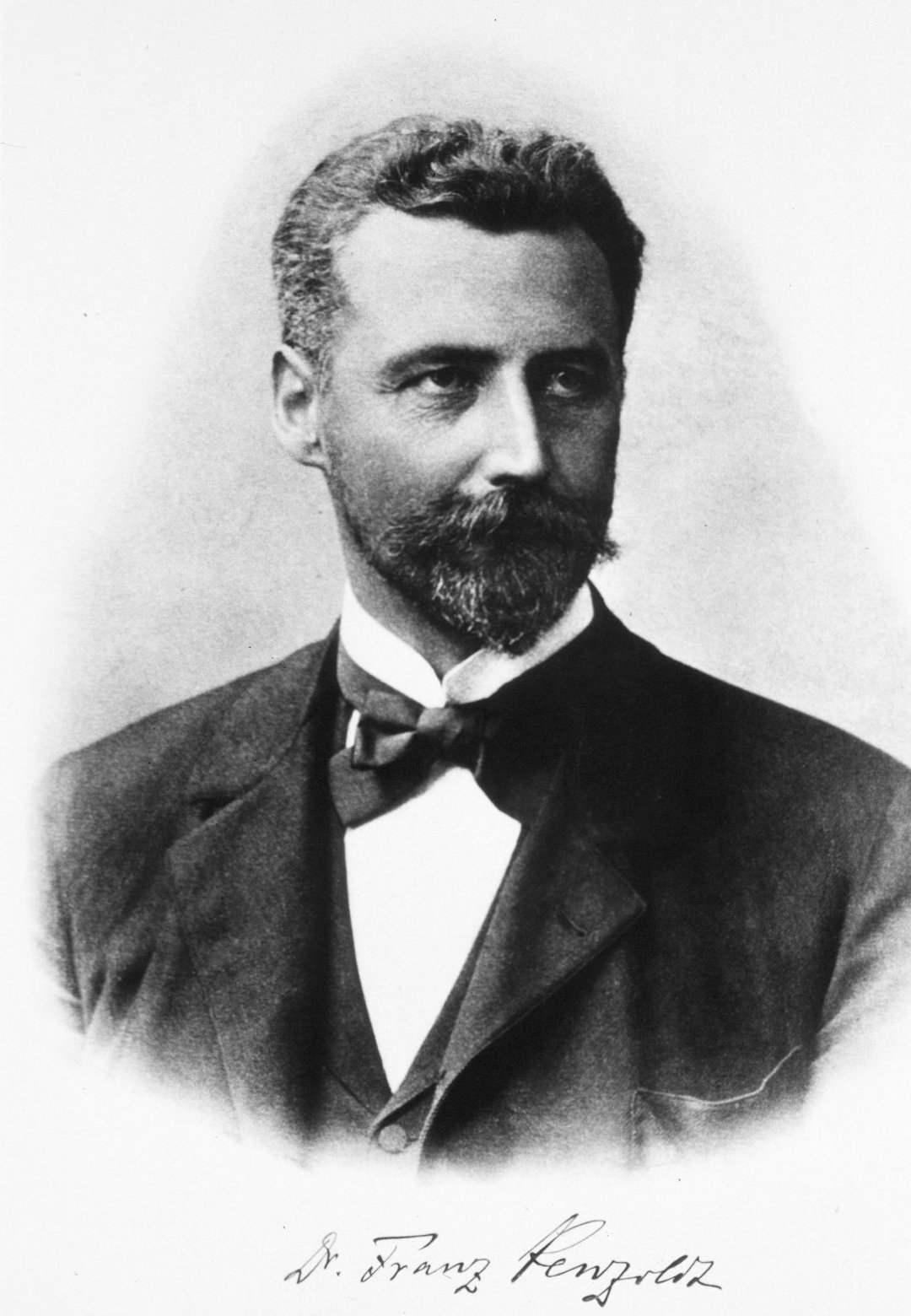
Franz Penzoldt

Franz Penzoldt (* 12. Dezember 1849 in Crispendorf; † 19. September 1927 in München) war ein deutscher Internist und Pharmakologe. Er war der Vater des Schriftstellers Ernst Penzoldt und des Arztes Fritz Penzoldt, der Sigrid Onégin heiratete und 1959 starb.

## Berufliche Laufbahn
Penzoldt absolvierte von 1857 bis 1866 das Gymnasium in Weimar. Anschließend studierte er an den Universitäten von Jena und Tübingen Medizin und Naturwissenschaften. 1872 bestand er in Tübingen das medizinische Staatsexamen. Im selben Jahr wurde er in Jena mit der Dissertation Ueber den haemorrhagischen Infarct der Lunge bei Herzkranken zum Doktor der Medizin promoviert.
Seit 1874 in Erlangen, war Penzoldt bis zu seiner Emeritierung 1920 zunächst ab 1874 nach der Habilitation mit der Schrift Die Magenerweiterung als Privatdozent, ab 1882 als außerordentlicher Professor für Klinische Propädeutik sowie ab 1885 als ordentlicher Professor für Innere Medizin und Pharmakologie und seit 1903 als Direktor der Medizinischen Klinik in Erlangen tätig. Im Jahre 1919 verlieh ihm die Stadt Erlangen die Ehrenbürgerschaft.
Während des Ersten Weltkriegs leitete er im Rang eines Generalarztes die Lazarette, in die zahlreiche Universitätsgebäude umgewandelt worden waren. Das von ihm gemeinsam mit Roderich Stintzing (1854–1933) herausgegebene Handbuch der gesamten Therapie und sein Lehrbuch der klinischen Arzneibehandlung für Studierende und Ärzte erschienen in vielen Auflagen und waren zu ihrer Zeit Standardwerke.

## Grabstätte
Franz Penzoldt starb im Alter von 77 Jahren. Die Grabstätte von Franz Penzoldt befindet sich auf dem Münchner Waldfriedhof (Grabnr. 48-2-37).

## Namensgeber
Das am 20. Juni 2005 eröffnete Franz-Penzoldt-Zentrum der Friedrich-Alexander-Universität Erlangen-Nürnberg, welches die zentrale Einrichtung der Medizinischen und der Naturwissenschaftlichen Fakultät für die tierschutzgerechte Haltung von Versuchstieren, die Durchführung von Tierversuchen und tierexperimentelle Dienstleistungen darstellt, wurde nach ihm benannt.

## Schriften (Auswahl)
- Ueber den haemorrhagischen Infarct der Lunge bei Herzkranken, Neunhahn, Jena 1872 (Dissertation).
- Die Magenerweiterung, Besold, Erlangen 1875 (Habilitationsschrift).
- Die Wirkungen der Quebrachodroguen, Besold, Erlangen 1881.
- Ältere und neuere Harnproben und ihr praktischer Werth: kurze Anleitung zur Harnuntersuchung in der Praxis für Ärzte und Studirende. 3. Auflage. Fischer, Jena 1890. Digitalisierte Ausgabe der Universitäts- und Landesbibliothek Düsseldorf.
- Handbuch der gesamten Therapie, 7 Bände, 5. Auflage, Fischer, Jena 1913–1918.
- Lehrbuch der klinischen Arzneibehandlung: für Studierende und Ärzte. 8. Auflage. Fischer, Jena 1915. Digitalisierte Ausgabe der Universitäts- und Landesbibliothek Düsseldorf (10. Auflage 1923).
- Wilhelm O. v. Leube zum Gedächtnis. In: Sitzungsberichter der Phys.-med. Soz. Erlangen. Band 54/55, 1922/1923, S. 1–6.